# Koya Tanio
Koya Tanio (谷尾 昂也 Tanio Koya?), född 29 maj 1992 i Tottori prefektur, är en japansk fotbollsspelare.
Tanio började sin karriär 2011 i Kawasaki Frontale. Efter Kawasaki Frontale spelade han för Gainare Tottori, Vonds Ichihara, Matsue City FC, Saurcos Fukui och Vanraure Hachinohe.